# 香淀車站
34°49′38″N 132°42′48.97″E / 34.82722°N 132.7136028°E
香淀車站（日语：／ Kōyodo eki */?）曾是屬於西日本旅客鐵道（JR西日本）三江線的鐵路車站，位於廣島縣三次市作木町。三江線活化協議會將此站暱稱命名為「羅生門」，取自島根縣西部與廣島縣西北部流傳的傳統神樂——石見神樂。

## 歷史
- 1963年（昭和38年）6月30日 - 日本國有鐵道三江南線延伸至口羽車站，此站隨之開始營業。
- 1975年（昭和50年）8月31日 - 三江線全線通車，成為三江線的車站。
- 1987年（昭和62年）4月1日 - 隨著國鐵分割民營化，成為西日本旅客鐵道所管轄的車站。
- 2018年4月1日 - 因三江線全線停駛廢線，隨之停止營運而廢站。

## 車站構造

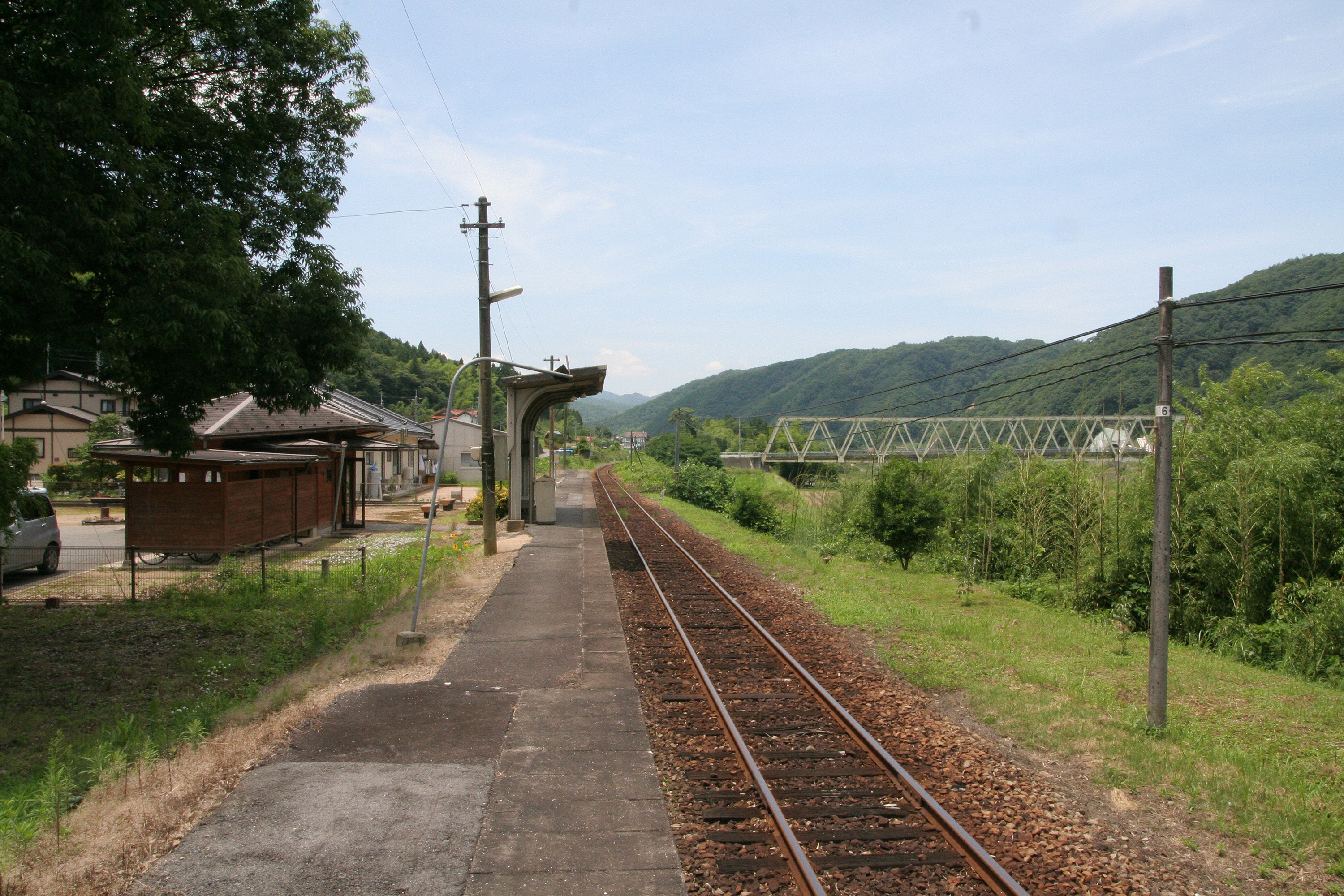
站場（2008年7月9日）

此站為地面車站，站房由木頭搭建而成，往三次車站方向的左側設有一股軌道與島式月台一座，月台上的候車椅設有遮雨棚。此站未裝設自動售票機等設備。

## 使用狀況
每日平均乘客人數如下：
- 2002年（平成14年） - 5人
- 2014年（平成26年） - 8人[2]
- 2015年（平成27年） - 7人[3]

## 相鄰車站
西日本旅客鐵道（JR西日本）
 三江線
作木口－香淀－式敷

## 外部連結
- （日語）香淀駅（JR西日本） （页面存档备份，存于）
- （日語）ぶらり三江線WEB：香淀 - 三江線改良利用促進期成同盟会・三江線活性化協議会。